# Giancarlo Giannini
Giancarlo Giannini (* 1. srpen 1942, La Spezia, Itálie) je italský herec.

## Počátky
Narodil se v La Spezii v Itálii a studoval na Accademia Nazionale D'Arte Drammatica v Římě.

## Kariéra
Před kamerou se poprvé objevil v roce 1965 ve filmu Libido. Českým divákům pak může být znám z několika úspěšných celovečerních filmů. Patří k nim snímky jako Špiónka beze jména, Drama žárlivosti, Slunce i v noci, Hannibal, Muž v ohni, Casino Royale nebo Quantum of Solace.
Objevil se také například v seriálu David Copperfield.

## Ocenění
Za svou roli ve filmu Pasqualino Sedmikráska byl nominován na Oscara. Za svou kariéru získal 29 ocenění, na dalších 12 byl nominován.
Má svou hvězdu na italském chodníku slávy.

## Osobní život
Giannini je podruhé ženatý, poprvé s Liviou Giampalmo, v současnosti s Eurillou del Bono. Má dvě děti, syn Adriano Giannini je také hercem.

## Vybraná filmografie

### Filmy
- 1965 - Libido
- 1969 - Tajemství Santa Vittorie, Špiónka beze jména
- 1970 - Drama žárlivosti
- 1971 - Bez zpáteční jízdenky
- 1972 - První klidná noc
- 1973 - To jsem byl já, Bláznivý sex
- 1974 - Všechno je úplně jinak, Aféra profesora Murriho
- 1975 - Po půlnoci to roztočíme, Pasqualino Sedmikráska
- 1976 - Nevinný
- 1977 - Nová strašidla
- 1978 - Krevní pouto
- 1979 - Život je krásný, Výlet s Anitou, Dobré zprávy
- 1984 - Dovolená snů
- 1988 - Snack bar Budapešť
- 1989 - Strýček za všechny peníze, Povídky z New Yorku, Červené jako krev
- 1990 - Slunce i v noci
- 1992 - Byl jednou jeden zločin
- 1994 - Jako dva krokodýlové
- 1995 - Procházka v oblacích
- 1997 - Mimic
- 1998 - Sladké nicnedělání
- 2001 - Hannibal, CQ, Blbec v Americe
- 2002 - Temnota, Joshua
- 2003 - Srdcem jinde, Náměstí Pěti měsíců
- 2004 - Muž v ohni
- 2005 - Ve stínu slunce
- 2006 - Casino Royale
- 2008 - Quantum of Solace

### Televizní filmy
- 1994 - Bible - Starý Zákon: Jákob
- 2002 - Jan XXIII.: Papež míru, Drákula
- 2003 - Můj dům v Umbrii
- 2008 - Nikdy nezapomenu
- 2009 - Mrtví se nevracejí

### Televizní seriály
- 1966 - David Copperfield
- 1979 - Sins
- 2000 - Duna
- 2006 - Racconti neri